# Libro delle strade e dei Reami (al-Istakhri)

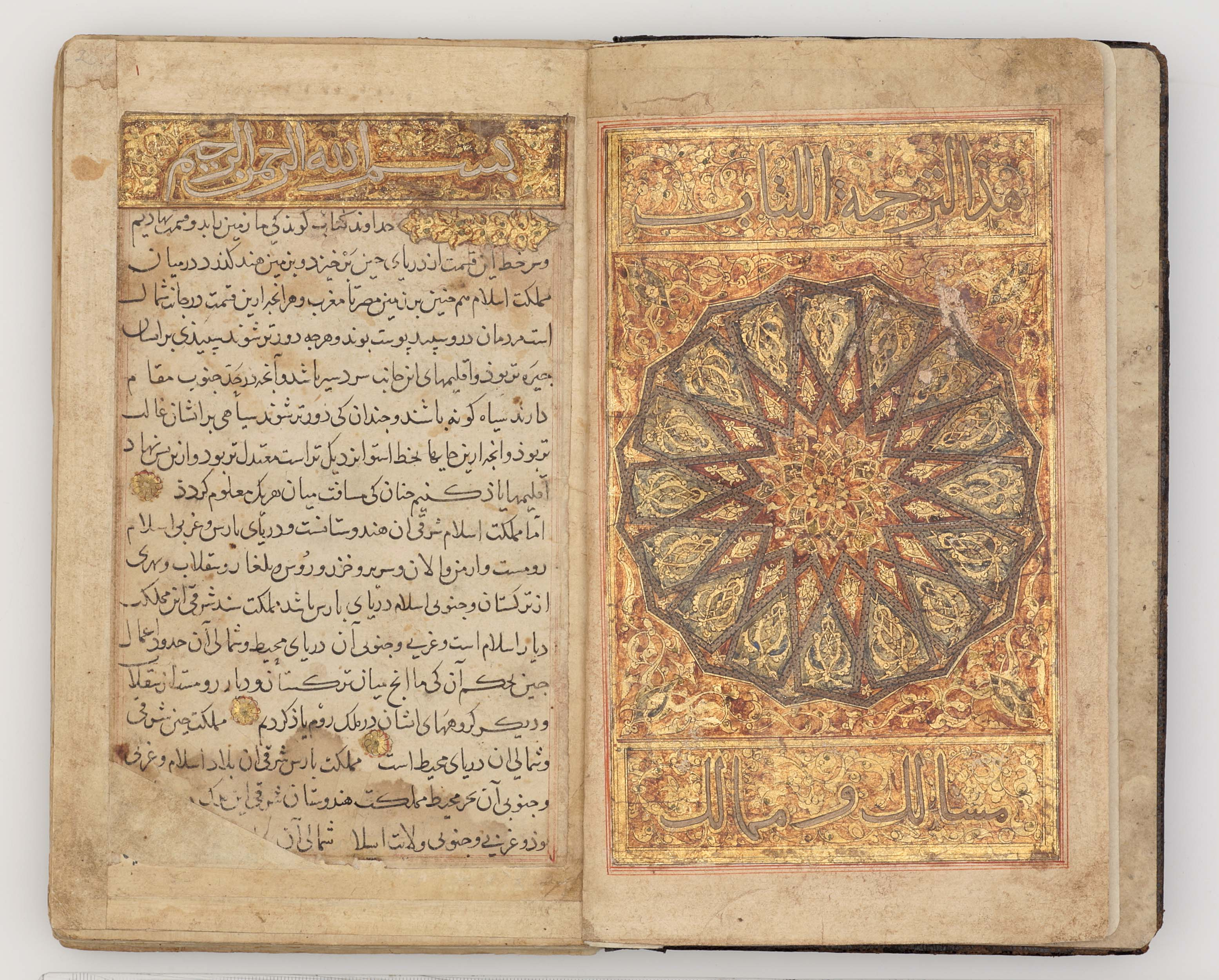
Kitāb al-Masālik wa-l-mamālik

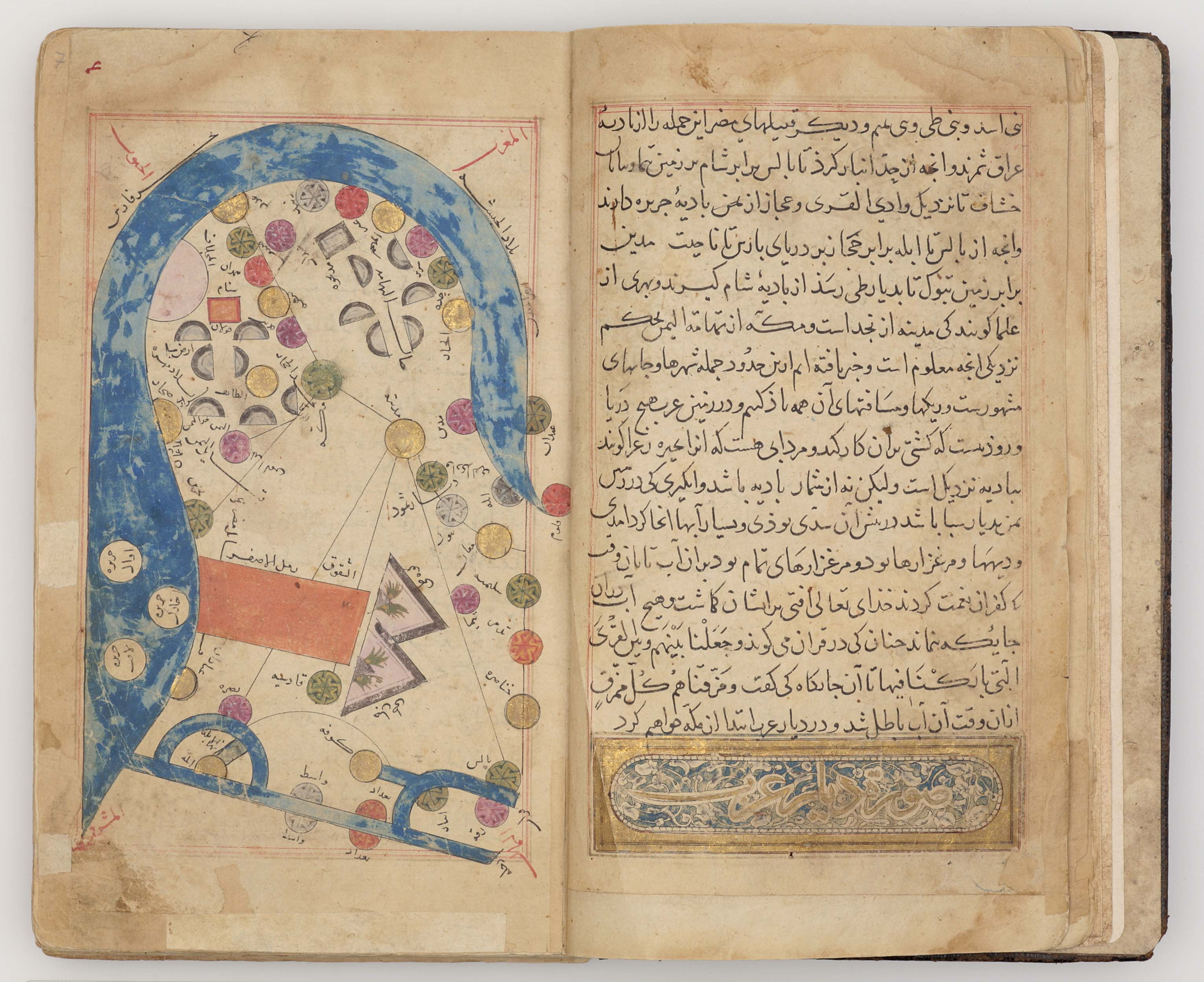
Esempio di una mappa dal libro

Il Libro delle strade e dei Reami (in arabo كِتَاب ٱلْمَسَالِك وَٱلْمَمَالِك‎?, Kitāb al-Masālik wa-l-Mamālik) è un'opera cartografica della prima metà del X secolo del geografo persiano-islamico al-Istakhri. Il libro descrive le condizioni socio-economiche, culturali e politiche nei paesi islamici dell'epoca, dall'India all'Africa, e contiene 21 mappe. Nei contenuti, si tratta di una versione riveduta dell'opera (perduta) Ṣuwar al-Aqālīm di Abu Zaid al-Balchī.
Il più antico manoscritto arabo del libro si trova nella Biblioteca di Ricerca di Gotha dell'Università di Erfurt (Ms. orient. A 1521) e la più antica copia persiana nella Biblioteca nazionale dell'Iran a Teheran. Dal 2015 entrambi fanno parte della lista UNESCO Memoria del mondo in Germania e Iran.
Il manoscritto di Gotha fu acquistato al Cairo nel 1807 da Ulrich Jasper Seetzen per Ernst II e August von Sachsen-Gotha-Altenburg.